# Minamatabaai

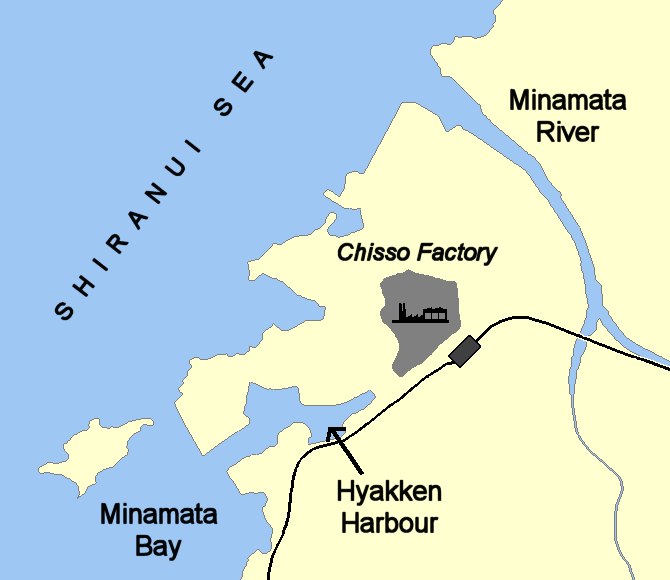
Kaart van Minamata

De Minamatabaai (Japans: 水俣湾, Minamata-wan) is een baai voor de westkust van het eiland Kyushu, waar het onderdeel uitmaakt van de Yatsushirozee. Door de ruige kustlijn, met veel inhammen is er een grote verscheidenheid aan zeedieren die in dit gebied leven en paaien.

## Minamataziekte
In de jaren 1950 en 1960 was de baai zwaar vervuild door afvalwater dat met kwik was vervuild. Het kwik kwam in schelp- en schaaldieren terecht, die bij 10.000 voornamelijk jonge mensen de Minamataziekte veroorzaakte.